# 780er
Portal Geschichte | Portal Biografien | Aktuelle Ereignisse | Jahreskalender | Tagesartikel

◄ |
7. Jh. |
8. Jahrhundert
| 9. Jh. | ►

◄ |
750er |
760er |
770er |
780er
| 790er | 800er | 810er | ►

780 |
781 |
782 |
783 |
784 |
785 |
786 |
787 |
788 |
789

## Ereignisse
- 782: Karl der Große lässt in Verden an der Aller im Blutgericht von Verden 4500 Geiseln der aufständischen Sachsen hinrichten.
- 785: Gefangennahme des sächsischen Herzogs Widukind durch die Franken und Taufe Widukinds.
- 787: Zweites Konzil von Nicäa.
- 788: Reichstag in Ingelheim: Karl der Große setzt Herzog Tassilo III. ab und hebt das Herzogtum Bayern auf.